# Thyriochlorota villosa
Thyriochlorota villosa är en skalbaggsart som beskrevs av Ohaus 1908. Thyriochlorota villosa ingår i släktet Thyriochlorota och familjen Rutelidae. Inga underarter finns listade i Catalogue of Life.